# 495 Евлалія
495 Евлалія (495 Eulalia) — астероїд головного поясу, відкритий 25 жовтня 1902 року Максом Вольфом у Гейдельберзі.